# هلی بورگوندی
هلی بورگوندی دختر اودو یکم، دوک بورگوندی و سیبلا و همچنین همسر برتراند، کنت تولوز و ویلیام سوم، کنت پواتیه بود. وی در ژوئن ۱۰۹۵ با برتراند ازدواج کرد که یکی از فرزندهای آنها، پونس، کنت طرابلس بود. پس از مرگ برتراند، هلی به فرانسه بازگشت و با ویلیام سوم، کنت پواتیه در سال ۱۱۱۵ ازدواج کرد. آنها صاحب ۱۲ فرزند شدند. هلی سرانجام در ۲۸ فوریه ۱۱۴۱ درگذشت.